# Malcolm Armstead
Malcolm Armstead (nacido el 1 de agosto de 1989 en Florence, Alabama) es un jugador de baloncesto estadounidense  que pertenece a la plantilla del KB Ylli de la Superliga de baloncesto de Kosovo. Con 1,83 metros de estatura, juega en la posición de base.

## Trayectoria deportiva
En 2015, en las filas del Avtodor Saratov, promedia 13 puntos y 5.4 asistencias por partido en la VTB League, además de 13 puntos y 4.5 asistencias en la Eurocup.
En 2015, el AEK de Atenas ha culminado sus negociaciones y anuncia el fichaje de cara a reforzar su plantilla de cara al final de temporada.
En verano de 2017, firma por el Rethymno BC de la A1 Ethniki procedente del Yeşilgiresun Belediyespor Kulübü turco.